# Насриддин-хан
Насриддин-бек, также Насриддин-хан (узб. Nasriddinbek узб. Nasriddinxon; 1850 года, Коканд, Кокандское ханство — 1877 года, Ташкент, Туркестанское генерал-губернаторство, Российская империя) — хан Кокандского ханства из узбекской династии Мингов.

## Биография
Насриддин-бек родился в городе Коканд, был старшим сыном Кокандского хана — Худояр-хана (1845—1875). Во время правления своего отца, в 1865 году назначен беком — губернатором Андижанского вилайета.

## Политическая деятельность
Во время восстания Пулат-хана (1873—1876) участвовал в смуте против своего отца, организованной сановниками во главе с Абдурахманом Афтобачи. В итоге 22 июля Худояр-хан покинул Коканд и укрылся под защитой царских властей, а Насреддин-бек был выбран ханом вместо него. Насреддин-хан явно уступал отцу в твёрдости и решительности, и вскоре оказался игрушкой в руках кокандской знати и духовенства. Правил страной несколько месяцев, с июля по октябрь 1875 года.
22 сентября 1875 года генерал-лейтенант К. П. фон Кауфман в городе Маргелане вынудил Насреддин-хана подписать договор, содержащий тяжёлые условия для ханства.
Согласно подписанному договору, Насриддин-хан признал себя вассалом Российской Империи, а также признал вхождение в её состав части территории Кокандского ханства с правой стороны Сыр-Дарьи с городами Наманган и Чуст. Кокандская сторона обязывалась выплатить контрибуцию в размере двух миллионов рублей. Недовольный народ из-за этого договора поднял восстание, и 9 октября 1875 года восставшие заняли столицу. Впоследствии Насреддин-хан сбежал в Ташкент через Худжанд.

## Политика в области культуры
В период бекства Насриддин-бека в Андижане были возведены роскошные медресе и мечеть Джами.